# Спадкоємці (фільм, 1974)
«Спадкоємці» — радянський п'ятисерійний телефільм 1974 року, знятий режисером Валерієм Ісаковим на Одеській кіностудії.

## Сюжет
Телесеріал за мотивами однойменного роману М. Сізова. Про участь комсомольців у будівництві особливо важливих об'єктів. Молоді будівельники, випереджаючи намічені терміни та долаючи величезні труднощі, достроково здають перший пусковий об'єкт хімкомбінату.

## У ролях
- Борис Кудрявцев — Владислав Миколайович Данилін
- Анатолій Солоніцин — Олексій Федорович Бистров
- Ніна Маслова — Таня Казакова
- Олександр Аржиловський — Віктор Зарубін (озвучив Олексій Сафонов)
- Євгенія Сабельникова — Валя
- Володимир Герасимов — Костя Зайкін
- Гелена Якутович — Надя
- Юрій Гончаров — Юхим Мішутін
- Олена Одинцова — Катерина Зав'ялова
- Ксенія Мініна — Марійка
- Валерій Музика — Снєгов, комсорг будівництва хімзаводу
- Сергій Милованов — Валерій Хом'яков
- Роман Хомятов — Віктор Іванович Крутилін, куратор
- Володимир Дружников — Козаков
- Геннадій Зинов'єв — Четверня
- Юрій Саранцев — Шмель, експедитор
- Валерій Криштапенко — Богдашкін
- Сергій Ляхницький — епізод
- Володимир Міняйло — Толік
- Юрій Кузьменко — Алік
- Наталія Немшилова — Ксенія
- Петро Глєбов — батько Віктора Зарубіна
- Світлана Коновалова — мати Віктора Зарубіна
- Лілія Максименко — епізод
- Сергій Массарський — епізод
- Оксана Швець — епізод
- Наталія Крачковська — епізод
- Герман Качин — епізод
- Сергій Іванов — молодий будівельник
- Вадим Гусєв — епізод
- Іван Власов — капітан ОБХСС
- Тетяна Мчедлідзе — Рита

## Знімальна група
- Режисер — Валерій Ісаков
- Сценарист — Леонід Різін
- Оператор — Вадим Авлошенко
- Композитор — Владислав Кладницький
- Художник — Муза Панаєва